# Andrej Csemez
Andrej Csemez (ungarisch András Csemez; * 6. Mai 1998 in Dolné Saliby) ist ein slowakischer Boxer im Mittelgewicht ungarischer Ethnizität. Er ist 1,86 m groß und trainiert im Club KO BC Galanta, seine Trainer sind Tomáš Kovács und Pavol Hlavačka.

## Erfolge
Andrej Csemez gewann 2016 eine Bronzemedaille im Weltergewicht bei den Jugend-Europameisterschaften in Russland.
Bei den Europameisterschaften 2017 in der Ukraine schied er erst im Viertelfinale gegen Zoltán Harcsa aus und qualifizierte sich damit für die Weltmeisterschaften 2017 in Deutschland, wo er im Achtelfinale gegen den späteren Weltmeister Oleksandr Chyschnjak unterlag.
2018 gewann er die Goldmedaille im Mittelgewicht bei den EU-Meisterschaften in Spanien, wobei es sich um den ersten Sieg eines slowakischen Boxers seit Bestehen dieses Turniers handelte. Er hatte dabei Muhammad Abdilrasoon aus Finnland (5:0), Bengoro Bamba aus Frankreich (5:0), Victor Corobcevschii aus Moldau (5:0) und im Finale den Engländer Carl Fail (5:0) besiegt.
Bei den Europaspielen 2019 in Minsk gewann er eine Bronzemedaille, nachdem er erst im Halbfinale gegen den Weltmeister Oleksandr Chyschnjak ausgeschieden war. Bei den Weltmeisterschaften 2019 in Jekaterinburg schied er vor dem Erreichen der Medaillenränge gegen Arman Dartschinjan aus, nachdem er zuvor Serhat Güler besiegt hatte.
Bei der europäischen Olympiaqualifikation 2020, welche im Juni 2021 in Paris fortgesetzt wurde, erreichte Csemez einen dritten Platz und qualifizierte sich damit, als erster slowakischer Boxer seit 25 Jahren, für die Olympischen Spiele in Tokio. Bei den Spielen selbst besiegte er im ersten Kampf Aaron Prince, wobei es sich um den ersten Sieg eines slowakischen Boxers bei Olympischen Spielen seit der Unabhängigkeit des Landes handelte, ehe er in der zweiten Vorrunde gegen Arman Dartschinjan ausschied.
Bei der Europameisterschaft 2022 in Armenien verlor er in der Vorrunde mit 2:3 gegen Iwan Sapun. 2024 unterlag er bei den Olympiaqualifikationsturnieren in Busto Arsizio bzw. Bangkok im Achtelfinale bzw. in der Vorrunde.